# Valle de Manzanedo
Valle de Manzanedo är en kommun i Spanien.   Den ligger i provinsen Provincia de Burgos och regionen Kastilien och Leon, i den norra delen av landet, 280 km norr om huvudstaden Madrid. Antalet invånare är 152. Arean är 70 kvadratkilometer.
Terrängen i Valle de Manzanedo är huvudsakligen lite kuperad.